# Onkel Nabob
Onkel Nabob is een komedie in vier akten van Anthon Bernhard Elias Nilsen.

## Toneelstuk
Onkel Nabob is geschreven onder zijn pseudoniem Elias Kraemmer. Nilsen was bestuurder van de Conservatieve partij Høyre.  Het stuk ging in première op 2 april 1905 in het Nationaltheatret in Oslo. Er volgden daarna nog vier uitvoeringen in april 1905. In het toneelstuk zijn vijf rollen weggelegd voor vrouwen, vijftien voor mannen. Hoofdrollen zijn weggelegd voor een jurist, makelaar en wijnhandelaar. Het stuk bleef verder onbekend.

## Muziek
Johan Halvorsen koos voor de voorstellingen vanaf 2 april 1905 een aantal stukken uit van nu vergeten componisten. Halvorsen zocht muziek uit van Ambroise Thomas, Julius Fučík (Intocht der gladiatoren), Michael Krohn en Hans Christian Lumbye. Halvorsen schreef echter zelf twee liederen, een voor de wijnhandelaar George Nackmann en een voor Matthias. De totale muziek neemt niet meer dan een paar A-viertjes in beslag en is als manuscript opgeborgen in de Bibliotheek van Noorwegen.